# Büchelberger Grat

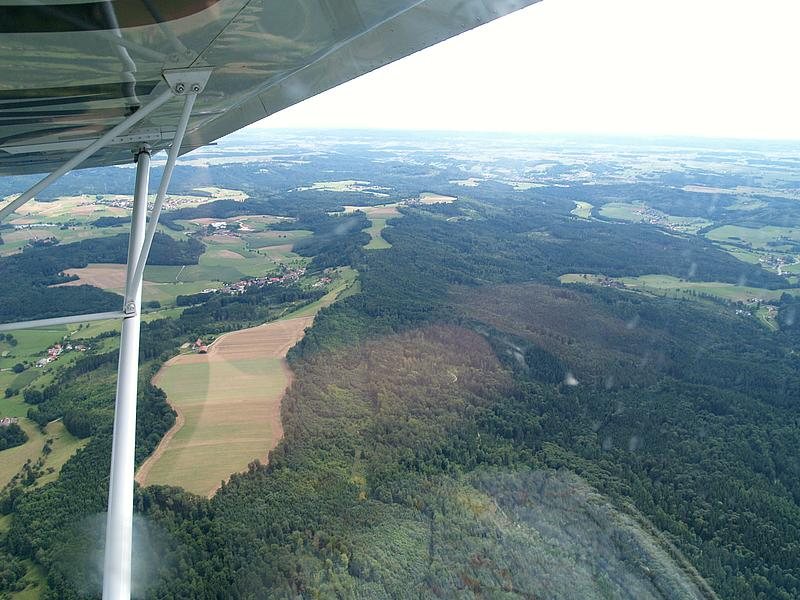
Ansicht aus der Luft von Nordwesten. Rechts ist das Kochertal, links unter der Tragfläche ist einer der Hammerschmiedeseen zu erkennen, durch die die Bühler fließt.

Der Büchelberger Grat ist ein schmaler Bergrücken im nordöstlichen Baden-Württemberg. Er erscheint als weithin auffallender „Wulst“ am nördlichen Rand des Kochertales auf dem Gebiet der Gemeinde Abtsgmünd, Ostalbkreis. Sein höheres Nordwestende heißt Höfenberg.

## Allgemeines
Der Büchelberger Grat befindet sich innerhalb des Naturraums Schwäbisch-Fränkische Waldberge im Südosten der Limpurger Berge in deren dort anschließendem Unterraum Sulzbacher Wald. Er ist 4 km lang und bis zu 300 m breit. Er erstreckt sich von Nordwest nach Südost, vom Höfenberg mit 555,3 m ü. NN im Nordwesten senkt er sich langsam bis auf etwa 520 m ü. NN im Südosten. An seiner südwestlichen Längsseite fällt er mancherorts in einer anfangs ausgeprägten Stufenkante von der agrarisch genutzten Hochfläche 70 bis 80 Höhenmeter steil ab zum Kocher.
An einigen Stellen bietet der Grat eine weite Aussicht über das Kochertal auf den nordöstlichen Albrand sowie auf die Ellwanger Berge.
Geologisch bildet der Schwarze Jura die Deckschicht des Büchelberger Grates, während die merklich niedrigere Umgebung den Stubensandstein des Keupers nicht überragt. Damit gleicht er geologisch wie auch in der geografischen Ausrichtung den im Westen benachbarten ausgedehnteren Höhenzügen Frickenhofer Höhe und Welzheimer Wald wie auch der flächenhafteren Hochebene um Neuler jenseits der unteren bzw. dem Einzelberg des Abtsgmünder Hornbergs jenseits der untersten Blinden Rot.

## Wasserscheide
Südlich passiert auf seinem Abschnitt von Abtsgmünd bis Untergröningen der Kocher den Grat. Nahe an seiner Südostspitze entspringt im Berrothsbrunnen die nach Nordnordwesten fließende Bühler, die dann in Luftlinie etwa 31 km von hier auf der Haller Ebene in den Kocher mündet. Auf dem Büchelberger Grat läuft der oberste und prägnanteste Abschnitt der Wasserscheide zwischen Kocher und Bühler, die sich nach dem Höfenberg durch den nördlicheren Westzweig der Limpurger Berge bis in die Gegend des Einkorns in ungefähr gleicher Richtung fortsetzt.

## Verkehrswege
Entlang der zumeist unbewaldeten und landwirtschaftlich genutzten Hochfläche verbindet ein kleines Stichsträßchen den Einzelhof Hohenhöfen im äußersten Nordwesten mit dem Weiler Vorderbüchelberg im Südosten, um dann bergab weiter nach Osten laufend im Kochertal befahrenere Straßen zu erreichen. Ein auf drei Kilometern etwa 50 m steigendes und dann 150 m fallendes Steigensträßchen zwischen dem Weiler Lutstrut unweit des Bühlerursprungs im Norden und Reichertshofen am Kocher im Süden quert den Grat etwa in der Mitte.